# Meiothecium urceolatum
Meiothecium urceolatum là một loài rêu trong họ Sematophyllaceae. Loài này được (Schwägr.) Mitt. mô tả khoa học đầu tiên năm 1875.